# Mexiko i olympiska sommarspelen 1956
Mexiko deltog med 24 deltagare vid de olympiska sommarspelen 1956 i Melbourne. Totalt vann de en guldmedalj och en bronsmedalj.

## Medaljer

### Guld
- Joaquín Capilla - Simhopp.

### Brons
- Joaquín Capilla - Simhopp.